# Куандар'їнський сільський округ
Куандар'ї́нський сільський округ (каз. Қуаңдария ауылдық округі, рос. Куандарьнский сельский округ) — адміністративна одиниця у складі Кармакшинського району Кизилординської області Казахстану. Адміністративний центр та єдиний населений пункт — село Куандарія.
Населення — 719 осіб (2021; 931 у 2009, 1213 у 1999, 1734 у 1989).
Станом на 1989 рік існувала Кувандар'їнська сільська рада (села Сарибулак, Шалгаскат). 2018 року було ліквідовано село Тургантами, включивши його до складу села Куандарія.

## Склад
До складу округу входять такі населені пункти:
| Населений пункт  | Колишні назви | Населення, осіб (1989) | Населення, осіб (1999) | Населення, осіб (2009) | Населення, осіб (2021) |
| ---------------- | ------------- | ---------------------- | ---------------------- | ---------------------- | ---------------------- |
| Куандарія, село  | Шалкаскат     | 1446                   | 1166                   | 926                    | 719                    |
| Сарибулак, село  | -             | 288                    | -                      | -                      | -                      |
| Тургантами, село | -             | -                      | 47                     | 5                      | -                      |